# El Llomar
El Llomar és una masia de Malanyeu, municipi de La Nou de Berguedà (Berguedà) inclosa en l'Inventari del Patrimoni Arquitectònic de Catalunya.

## Descripció
És una masia de planta rectangular, coberta a doble vessant i amb el carener paral·lel a la façana principal, orientada a migdia. A redós de la masia hi ha una petita masoveria que segueix el mateix esquema i un seguit de construccions, pallisses, corrals, etc. El mur està totalment arrebossat i pintat. La part més interessant de la casa és la gran sala, que gairebé ocupa tot el primer pis de la masia.

## Història
Formant part de la parròquia de Sant Sadurní de Malanyeu, el Llomar, juntament amb tota la parròquia, formava part de la jurisdicció del monestir de Santa Maria de Ripoll. A partir de l'interessant arxiu familiar (pergamins des del segle xiii) es pot reconstruir la història familiar. La masia s'esmenta en el Fogatge de 1553, almenys el seu propietari així com altres familiars originaris de la casa: "Joan Casals, Pere Casals Batlle i Bartomeu Casals".